# Shintarō Katsu

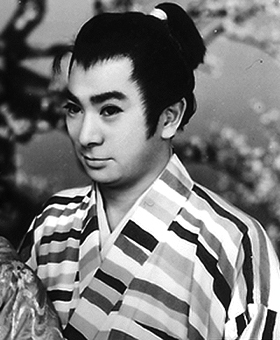
Shintarō Katsu in Hatsu-haru Tanuki Goten (1959)

Shintarō Katsu (jap. 勝 新太郎, Katsu Shintarō; Spitzname: Katsu-shin; * 29. November 1931 in Fukagawa, Kōtō, Tokio, Japan als Toshio Okumura (奥村 利夫, Okumura Toshio); † 21. Juni 1997 in Kashiwa, Japan) war ein japanischer Schauspieler, Sänger, Filmproduzent und Regisseur.

## Biografie
Shintarō Katsu war der Sohn des Kabuki-Schauspielers Katsutōji Kineya und der jüngere Bruder des Schauspielers Tomisaburō Wakayama. Seit 1962 war er mit der Schauspielerin Tamao Nakamura verheiratet und Vater des Schauspielers Ryūtarō Gan (Gan Ryūtarō).
Seine bekannteste Rolle war die des blinden Masseurs Zatoichi, dessen Filme in den 1960er und 1970er Jahren sehr erfolgreich waren. Er spielte diese Rolle in 25 Filmen zwischen 1962 und 1973. In einem 26. Film von 1989, übernahm er gleichzeitig die Regie. Bei diesem Film kam der Stuntman Yukio Kato ums Leben, als Katsus Sohn bei einer Probe versehentlich zu einem echten Schwert griff und diesen damit tödlich verwundete. Des Weiteren verkörperte er diese Rolle in einer Fernsehserie über vier Staffeln. Zatoichi begleitete Katsu mehr als 30 Jahre in seiner Karriere. Er prägte das Jidai-geki-Genre maßgeblich mit.
Privat waren seine Probleme im Umgang mit Alkohol bekannt, zudem kam er wiederholt mit den Gesetzen in Konflikt. Unter anderem saß er wegen Drogenbesitz 1978, 1990 und 1992 im Gefängnis. Durch die damit verbundene negative Aufmerksamkeit verlor er damals einen wichtigen Werbeauftrag für das japanische Kirin-Bier sowie eine wichtige Rolle in Black Rain, einem Film von Ridley Scott. Die Rolle wurde dann mit Ken Takakura neu besetzt.
In ihrem Buch Die wahre Geschichte der Geisha behauptet Mineko Iwasaki eine langjährige Affäre mit Katsu, den sie mit seinem Geburtsnamen Toshio nennt, zu haben, die erst 1976 endete.
Katsu produzierte später die Manga-Verfilmung Kozure Okami, in der sein älterer Bruder Tomisaburō Wakayama die Hauptrolle spielte und die später zu dem Film Shogun Assassin zusammengeschnitten wurde. Mit ihm machte er noch mehrere Filme als Co-Autor, Produzent oder als Schauspieler, so in Oshi Samurai und Zatōichi.
In Japan war er zudem als Sänger für Popmusik und Enka, japanischer Schlager, berühmt und nahm mehrere Platten auf.
Er starb am 21. Juni 1997 an Speiseröhrenkrebs.

## Filmografie (Auswahl)

### Schauspieler
- 1956: Tsukigata Hanpeita
- 1956: Kaibyo Gojusan-tsugi, engl. Ghost-Cat of Gojusan-Tsugi
- 1956: Marason zamurai
- 1956: Yagyū renyasai: hidentsuki kageshō
- 1956: Bara ikutabika, engl. A Girl Isn’t Allowed to Love
- 1957: Osaka monogatari, engl. An Osaka Story
- 1958: Kaibyō noroi no kabe, engl. Ghost-Cat Wall of Hatred
- 1958: Chūshingura, engl. The Loyal 47 Ronin
- 1958: Benten kozo, engl. The Gay Masquerade
- 1958: Nichiren to moko daishurai
- 1958: Kaibyō Yonaki numa, engl. Ghost-Cat of Yonaki
- 1959: Hatsuharu tanuki goten, engl. Enchanted Princess
- 1959: Bibō ni tsumi ari, engl. Beauty Is Guilty
- 1959: Jirocho Fuji
- 1959: Seki no yatappe
- 1959: Hakuokiaka, engl. Samurai Vendetta
- 1960: Tsukinode no ketto
- 1960: Shiranui kengyō, engl. Secrets of a Court Masseur
- 1960: Ooe-yama Shuten-dōji, engl. The Ogre of Mount Oe
- 1960: Zoku Jirocho Fuji
- 1961: Zoku akumyo, engl. Tough Guy, Part 2
- 1961: Shaka, engl. Buddha
- 1961: Akumyō, engl. Tough Guy
- 1961: Midaregami, engl. Blind Devotion
- 1961: Hanakurabe tanuki dochu
- 1961: Kaze to kumo totoride
- 1961: Mito komon umi o wataru
- 1962: Zoku shin akumyo, engl. New Bad Reputation Continues
- 1962: Der große Wall (Shin shikōtei)
- 1962: Zoku Zatoichi monogatari, engl. The Tale of Zatoichi Continues
- 1962: Kujira gami, engl. The Whale God
- 1962: Shin akumyo, engl. New Bad Reputation
- 1962: Zatōichi monogatari, engl. The Life and Opinion of Masseur Ichi
- 1963: Akumyo ichiban
- 1963: Zatōichi kenka-tabi, engl. Zatoichi on the Road
- 1963: Akumyo hatoba
- 1963: Zatoichi kyoj tabi, engl. Zatoichi The Fugitive
- 1963: Akumyo ichiba
- 1963: Shin Zatoichi monogatari, engl. New Tale of Zatoichi
- 1963: Yukinojôs Rache – Von Dämonen verzauberte Schneemacht(Yukinojo henge)
- 1963: Daisan no akumyo
- 1963: Dokonjo monogatari – zeni no odori, engl. The Money Dance
- 1964: Zatoichi sekisho yaburi, engl. Adventures of Zatoichi
- 1964: Shiawasa nara te o tatake, engl. If You're Happy, Clap Your Hands
- 1964: Kojiki taisho
- 1964: Zatōichi kesshō-tabi, engl. Fight, Zatoichi, Fight
- 1964: Suruga yūkyōden
- 1964: Akumyo daiko .... Asakichi
- 1964: Zatōichi abare tako, engl. Zatoichi's Flashing Sword
- 1964: Suruga yūkyōden: Toba arashi
- 1964: Zatōichi senryō-kubi, engl. Zatoichi and the Chest of Gold
- 1964: Dokonjō monogatari: Zuputo iyatsu
- 1964: Rōnin-gai
- 1965: Zatoichi Jigoku tabi, engl. Zatoichi and the Chess Expert
- 1965: Akumyo muteki
- 1965: Zatoichi sakate giri, engl. Zatoichi and the Doomed Man
- 1965: Muhomatsu no issho, engl. Life of Matsu the Untamed
- 1965: Akumyo nobori
- 1965: Zatōichi nidan-kiri, engl. Zatoichi's Revenge
- 1965: Heitai yakuza, engl. The Hoodlum Soldier
- 1965: Suruga yūkyōden: Dokyō garasu
- 1965: Zoku heitai yakuza, engl. Hoodlum Soldier and the C.O.
- 1966: Zatōichi umi o wataru, engl. Zatoichi's Pilgrimage
- 1966: Zatoichi no uta ga kikoeru, engl. Zatoichi's Vengeance
- 1966: Akumyo zakura
- 1966: Heitai yakuza daidasso
- 1966: Heitai yakuza datsugoku
- 1966: Shin heitai yakuza, engl. Hoodlum Soldier Deserts Again
- 1967: Zatoichi chikemuri kaido, engl. Zatoichi Challenged
- 1967: Heitai yakuza nagurikomi, engl. Hoodlum Soldier on the Attack
- 1967: Zatōichi rōyaburi, engl. Zatoichi the Outlaw
- 1967: Akumyo ichidai
- 1967: Zatoichi tekka tabi, engl. Zatoichi’s Cane-sword
- 1967: Heitai yakuza ore ni makasero
- 1967: Yakuza bozu, engl. The Hoodlum Priest
- 1968: Zatōichi kenka-daiko, engl. Samaritan Zatoichi
- 1968: Zatōichi hatashi-jō, engl. Zatoichi and the Fugitives
- 1968: Moetsukita chizu, engl. The Man Without a Map
- 1968: Akumyo juhachi-ban
- 1968: Heitai yakuza godatsu
- 1968: Tomuraishi tachi
- 1968: Zoku yakuza bozu
- 1969: Akumyo ichiban shobu
- 1969: Shirikurae Magoichi, engl. The Magoichi Saga
- 1969: Hitokiri, engl. Tenchu!
- 1969: Oni no sumu yakata, engl. Devil's Temple
- 1970: Zatōichi abare-himatsuri, engl. Zatoichi at the Fire Festival
- 1970: Yakuza zessyō
- 1970: Machibuse, engl. Incident at Blood Pass
- 1970: Genkai yūkyōden: Yabure kabure
- 1970: Zatōichi to Yōjinbō, engl. Zatoichi Meets Yojimbo
- 1970: Kenka ichidai: Dodekai yatsu
- 1971: Kaoyaku
- 1971: Kitsune no kureta akanbō
- 1971: Inochi bō ni furō, engl. Inn of Evil
- 1971: Shin Zatōichi: Yabure! Tojin-ken, engl. Zatoichi Meets the One Armed Swordsman
- 1972: Shin Zatōichi monogatari: Oreta tsue, engl. Zatoichi in Desperation
- 1972: Shin heitai yakuza: Kasen
- 1972: Zatōichi goyō-tabi, engl. Zatoichi at Large
- 1972: Goyōkiba, engl. Hanzo the Razor: Sword of Justice
- 1973: Goyōkiba: Kamisori Hanzō jigoku zeme, engl. Hanzo the Razor: The Snare
- 1973: ōshō
- 1973: Shin Zatōichi monogatari: Kasama no chimatsuri, engl. Zatoichi’s Conspiracy
- 1974: Zatōichi monogatari (Fernsehserie)
- 1974: Akumyo: shima arashiaka Akumyo: Notorious Dragon
- 1974: Goyōkiba: Oni no Hanzō yawahada koban, engl. Hanzo the Razor: Who's Got the Gold?
- 1974: Yadonashi
- 1983: Meiso chizu
- 1987: Dokugan-ryu Masamune (Fernsehserie)
- 1988: Teito monogatari, engl. Tokyo: The Last Megalopolis
- 1989: Zatōichi 26, engl. Zatoichi: Darkness Is His Ally
- 1990: Rōnin-gai
- 1990: Kujaku ō: Ashura densetsu, engl. Saga of the Phoenix

### Produzent
- 1970: Zatōichi abare-himatsuri, engl. Zatoichi at the Fire Festival
- 1970: Zatōichi to Yōjinbō, engl. Zatoichi Meets Yojimbo
- 1971: Kaoyaku
- 1971: Shin Zatōichi: Yabure! Tojin-ken, engl. Zatoichi Meets the One Armed Swordsman
- 1972: Shin Zatōichi monogatari: Oreta tsue, engl. Zatoichi in Desperation
- 1972: Okami – Das Schwert der Rache (Kozure Ōkami: Kowokashi udekashi tsukamatsuru)
- 1972: Kozure Ōkami: Sanzu no kawa no ubaguruma, engl. Lone Wolf and Cub: Baby Cart at the River Styx
- 1972: Shin heitai yakuza: Kasen
- 1972: Zatōichi goyō-tabi, engl. Zatoichi at Large
- 1972: Goyōkiba, engl. Hanzo the Razor: Sword of Justice
- 1973: Goyōkiba: Kamisori Hanzō jigoku zeme, engl. Hanzo the Razor: The Snare
- 1973: Shin Zatōichi monogatari: Kasama no chimatsuri, engl. Zatoichi's Conspiracy
- 1973: Oshi samurai (Fernsehserie)
- 1974: Akumyo: shima arashiaka Akumyo: Notorious Dragon
- 1974: Goyōkiba: Oni no Hanzō yawahada koban, engl. Hanzo the Razor: Who's Got the Gold?
- 1974: Yadonashi
- 1980: Shogun Assassin
- 1989: Zatōichi, engl. Shintaro Katsu's Zatoichi

### Regisseur
- 1971: Kaoyaku
- 1972: Shin Zatōichi monogatari: Oreta tsue, engl. Zatoichi in Desperation
- 1973: Oshi samurai (Fernsehserie)
- 1974: Zatōichi monogatari (Fernsehserie, Episode A Memorial Day and the Bell of Life)
- 1989: Zatōichi, engl. Zatoichi: Darkness Is His Ally

### Autor
- 1970: Zatōichi abare-himatsuri, engl. Zatoichi at the Fire Festival
- 1971: Kaoyaku
- 1989: Zatōichi, engl. Zatoichi: Darkness Is His Ally

## Auszeichnungen
- 1964 Blue Ribbon Award:
- 1964 Kinema-Jumpō-Preis: Bester Schauspieler
- 1972 Mainichi Eiga Concours: Bester Schauspieler
- 1998 Mainichi Eiga Concours: Spezialpreis für sein Lebenswerk
- 1998 Award of the Japanese Academy: Spezialpreis für sein Lebenswerk